# Tim De Peuter
Tim De Peuter (* 30. Juni 1977 in Deurne; † 18. August 2020 in Brügge) war ein belgischer Radrennfahrer und nationaler Meister im Radsport.

## Sportliche Laufbahn
De Peuter war im Straßenradsport und im Bahnradsport aktiv. Bei den Junioren gewann er bei den nationalen Meisterschaften 1994 die Titel im Punktefahren und im Zeitfahren, 1995 im Omnium, im Zweier-Mannschaftsfahren, in der Einerverfolgung sowie im Zeitfahren, 1996 im Omnium. Bei den UCI-Bahn-Weltmeisterschaften der Junioren 1994 gewann er die Silbermedaille im Punktefahren. 1997 holte er bei den belgischen Bahnmeisterschaften die Titel im Omnium, in der Einerverfolgung und im Punktefahren. Dazu kamen bis 2000 mehrere Podiumsplätze bei den nationalen Meisterschaften.
Auf der Straße gewann er 1999 die belgische Limburg-Rundfahrt der U23-Klasse. 1998 hatte er die Challenge de Hesbaye gewonnen. In seiner Heimat war er bei einigen Kriterien erfolgreich.